# Fântâna Doamnei, Călărași
Fântâna Doamnei este un sat în comuna Nicolae Bălcescu din județul Călărași, Muntenia, România.